# Zitouna (El Tarf)
Zitouna è un comune dell'Algeria, situato nella provincia di El Tarf.